# 蕭赫麟
蕭赫麟（1968年7月1日—），原名蕭炳賢，曾用名蕭榮騰，中華民國無黨籍政治人物。生於南投縣，曾為新政世紀黨、國會政黨聯盟、民主進步黨黨員，曾以無黨團結聯盟、健保免費連線、人民最大黨黨籍登記參選，參與過第十屆臺北市議員選舉、第八屆立法委員選舉、第二屆新北市議員選舉、第十三屆臺北市議員選舉、第十屆立法委員補選，未有當選紀錄。

## 參選經歷

### 第十屆臺北市議員選舉
2006年，蕭炳賢以無黨團結聯盟黨籍登記參選臺北市第五選舉區議員，倡議協商規範集會遊行，最終低票落選。

### 第八屆立法委員選舉
2011年11月24日，蕭炳賢受健保免費連線推薦，登記參選新北市第三選舉區立委，未能勝選。

### 第二屆新北市議員選舉
2014年9月3日，蕭榮騰受人民最大黨推薦，登記參選新北市第三選舉區議員，低票落選。

### 第十三屆臺北市議員選舉
2015年5月30日，新政世紀黨成立，蕭炳賢是該黨的負責人。
2018年8月31日，新政世紀黨主席蕭赫麟登記參選臺北市第三選舉區議員，後頻繁在Instagram上各個蕭姓歌手及藝人的發文下留言拜票，最終以選區最低票落選。
2019年4月29日，新政世紀黨依政黨法自行解散。
2019年11月12日，國會政黨聯盟黨員蕭赫麟因在提名記者會上「搶麥」，宣布罷免台北市長柯文哲，被警告後又批評韓國瑜是「落跑市長」，並拒絕到黨部說明等脫序行為，被國會黨中央撤銷臺北市第五選舉區立委提名，並開除黨籍，故未登記參選。

### 第十屆立法委員補選
2022年12月1日，民主進步黨黨員蕭赫麟以無黨籍登記參與臺北市第三選舉區立委補選。競選期間，蕭赫麟試圖邀請主要候選人辯論但未果。2023年1月3日，未完成退黨手續的蕭赫麟因違紀參選被民進黨中評會撤銷黨籍。1月4日，蕭赫麟在政見發表會上全程不發一語，其後未能勝選。

## 外部連結
- 蕭赫麟的Facebook專頁